# Сили, Джозеф Роберт
Джозеф Роберт Сили (англ. Joseph Robert Sealy, 1907 — 1 августа 2000) — британский ботаник.      

## Биография
Джозеф Роберт Сили родился в 1907 году.
Он начал работать в Королевских ботанических садах Кью в 1925 году с доктором Томасом Арчибальдом Спраге в области тропических культур. В 1927 году Сили приступил к работе с Артуром Уильямом Хиллом в гербарии. С 1940 года он был ботаником-ассистентом. Сили был ведущим специалистом по роду Камелия. В 1958 году он получил The Veitch Memorial Medal.
Джозеф Роберт Сили умер 1 августа 2000 года.

## Научная деятельность
Джозеф Роберт Сили специализировался на семенных растениях.

## Некоторые публикации
- 1958. A Revision of the Genus Camellia[2].

## Почести
В 1957 году Сили был избран почётным членом American Camellia Society.